# Pod gwiazdami
Pod gwiazdami (hiszp. Bajo las estrellas) – hiszpański komediodramat z 2007 roku w reżyserii Félixa Viscarreta. Zdjęcia kręcono w miejscowości Estella-Lizarra (prowincja Nawarra).
Film został gorąco przyjęty przez publiczność i krytyków oraz obsypany został nagrodami. El País opisuje film jako doskonałą komedię z elementami dramatu o niespotykanej poezji obrazu. /.../ najlepszy film hiszpański tego roku.

## Opis fabuły
Głównym bohaterem jest Benito - kelner i obibok, który chciałby zostać muzykiem jazzowym. Po powrocie do rodzinnego miasta jest zupełnie zaskoczony na wieść, że jego brat - amator tworzenia rzeźb ze złomu - znalazł sobie dziewczynę i chce założyć rodzinę. Początkowo Benito postanawia mu przeszkodzić, jednak kiedy poznaje pasierbicę brata, jego plany się zmieniają, a między nim a dziewczynką nawiązuje się niezwykła przyjaźń.

## Obsada
- Alberto San Juan – Benito Lacunza
- Emma Suárez – Nines
- Julián Villagrán – Lalo, brat Benita
- Violeta Rodríguez – Ainara

i inni

## Nagrody
- 2 nagrody Goya 2008 dla najlepszego scenariusza adaptowanego i najlepszego aktora
- nominacje w 5 kategoriach: Festiwal filmów Hiszpańskich Malaga 2007, Złota Biznaga dla najlepszego filmu, nagroda za najlepszą reżyserię i najlepszego aktora; Nagroda Sant jordi 2008 za najlepszy debiut